# O lo uno o lo otro
Publicado en dos volúmenes en 1843, O lo uno o lo otro (título original danés: Enten-Eller) es un influyente libro escrito por el filósofo danés Søren Kierkegaard, en el cual explora la "fases" o "etapas" estéticas y éticas de la existencia.
O lo uno o lo otro muestra dos visiones de la vida, una conscientemente hedonista, la otra basada en el deber moral y la responsabilidad. Cada una de ellas está escrita y representada mediante un seudónimo, de tal modo que la prosa de la obra depende del punto de vista que está siendo discutido. Por ejemplo, la visión estética de la vida está escrita en la forma de un breve ensayo, con poéticas alegorías y alusiones, y se tratan temas estéticos tales como la música, la seducción, el drama y la belleza. La visión ética de la vida está escrita en dos largas cartas, con una prosa más argumentativa y contenida, siendo discutidos la responsabilidad moral, la autoreflexión humana y el matrimonio. Los puntos de vista del libro no están claramente resumidos, sino expresados como experiencias vividas por los autores seudónimos. El asunto central de la obra es la fundamental pregunta de Aristóteles «¿Cómo deberíamos vivir?».